# Кошерний туризм
Коше́рний тури́зм — це туризм, орієнтований переважно на ортодоксальних євреїв. У місцях проживання в таких туристичних напрямах пропонують кошерну їжу й житло — переважно в пішій доступності до ортодоксальних синагог. На авіарейсах до цих місць часто доступне кошерне харчування.

## Святкові подорожі
Багато пакетів кошерного відпочинку орієнтовані на єврейські свята протягом року, зокрема Песах, Суккот та Ханука. В Ізраїлі в цей час школи перебувають на канікулах, і батьки користуються вільним часом для подорожей країною або за кордон. Єшиви в інших частинах світу також мають канікулярний період під час цих свят, відомий як Бейн га-Зманім.

### Песах
Сезонною підкатегорією індустрії кошерного туризму є подорожі на Песах, тижневий період, який зазвичай вимагає спеціальної підготовки дому та кухні. Це включає спеціально розроблені все включено круїзи на Песах та курорти.

### Суккот
Тижневе свято Суккот вимагає споживання їжі та сну в суцці, тому туристичні напрямки та місця, що бажають залучити релігійних євреїв, будують сукки або лише для їжі, або також для ночівлі.

### Ханука
Під час свята Ханука такі місця, як Модіїн, є популярними серед тих, хто хоче побачити історичні місця, де відбувалися багато подій, що призвели до повстання Макавеїв.

## Туризм для харедім
Ще однією підкатегорією індустрії кошерного туризму є туристичні продукти, орієнтовані на громаду харедім. Цей сегмент індустрії має потенційну клієнтську базу близько 800 000 домогосподарств. Важливими аспектами цього сегмента є окремі години для чоловіків і жінок у басейнах та на пляжах, а готелі можуть прибирати телевізори або доступ до Інтернету з номерів та лобі.